# Global Precipitation Measurement
GPM (англ. Global Precipitation Measurement или англ. Global Precipitation Mission) — международный проект по глобальному спутниковому мониторингу снежных и дождевых осадков, инициированный американским научно-исследовательским управлением НАСА и японским аэрокосмическим агентством JAXA на основе опыта, приобретённого в рамках предыдущей программы TRMM (англ. Tropical Rainfall Measuring Mission). Помимо НАСА и JAXA в данном проекте принимают участие французский Национальный центр космических исследований (CNES), Индийская организация космических исследований (ISRO), Национальное управление океанических и атмосферных исследований США (NOAA), Европейская организация спутниковой метеорологии (EUMETSAT) и ряд других.
Среди заявленных целей и тематик программы GPM выделяются следующие направления: общая диагностика климата, улучшение моделирования климатических процессов, предсказание изменений климата, физическая формулировка водного цикла земли, непрерывный сбор данных о дождевых осадках, обеспечение задач прогноза погоды, предсказание сезонных наводнений и ряд иных.
Калибровочной основой внеземной группировки GPM предназначена стать центральная спутниковая обсерватория (англ. Core Satellite), которая была запущена на орбиту в 2013 году. Она снабжена двухполосным радаром DPR (англ. Dual Frequency Precipitation Radar), который функционирует в диапазонах Ku/Ka (13,6 и 35,5 ГГц), и многоканальным пассивным радиометром высокого разрешения GMI. Одной из основных функций обсерватории является также обеспечение работы восьми других космических аппаратов.
По данным NRC инструментальной базой экспериментальной стороны проекта должен стать двухволновой спутниковый радар и набор микроволновых радиометров. Этот аппаратный комплекс позволяет обеспечить обновление информации о состоянии атмосферы в пределах временного интервала, не превышающего три часа, что даёт возможность использовать эти данные для составления прогноза погоды.